# Hieracium dasytrachelum
Hieracium dasytrachelum es una especie de planta con flor del género Hieracium, de la familia Asteraceae, orden Asterales.

## Distribución
Hieracium dasytrachelum se distribuye por Suecia.

## Taxonomía
Fue descrita científicamente por Dahlst. Fue publicada en Ark. Bot.